# 애드바이오텍
주식회사 애드바이오텍(영어: ADBiotech)은 대한민국의 동물 면역항체 바이오 기업이다. 계란을 이용한 IgY(면역난황항체) 및 나노바디(Nanobody) 기술 플랫폼을 기반으로 축산, 수산, 인체용 면역항체 제품을 개발한다.

## 역사 및 현황
2023년 기술 및 지분 투자로 카나리아바이오 주식을 취득한 적이 있다.
2025년 발행가액은 1987원인 80억원 규모의 일반공모 방식으로 유상증자를 하였다.
창업자 정홍걸 대표가 보유 지분 25.6%가량을 OQP바이오엠 측에 매각하였다.

## 사업
LG전자 음식물처리기 신제품에 미생물제를 공급한다.

### 내용주
1. ↑  주관사를 대신증권으로 공모가 7,000원에 코스닥 시장에 상장